# Cảng Khẩu
Cảng Khẩu (chữ Hán giản thể: 港口区, bính âm: Qīnnán Qū, âm Hán Việt: Cảng Khẩu khu) là một quận thuộc địa cấp thị Phòng Thành Cảng, khu tự trị dân tộc Choang Quảng Tây, Cộng hòa Nhân dân Trung Hoa. Quận Cảng Khẩu có diện tích 370 km², dân số năm 2002 là 100.000 người. Chính quyền quận đóng ở nhai đạo Ngư Châu Bình. Về mặt hành chính, quận Cảng Khẩu được chia thành 2 nhai đạo (Bạch Sa Vạn và Ngư Châu Bình) và 3 trấn (Quang Pha, Công Xa, Xí Sa).